# Tine Høeg
Tine Høeg (født 21. november 1985 i Glostrup) er en dansk forfatter, der debuterede i 2017 med den anmelderroste digtroman Nye rejsende. I 2020 udgav hun romanen Tour de chambre, der ligesom debuten efterfølgende blev dramatiseret på Det Kongelige Teater. I 2022 udgav hun romanen SULT, der beskriver hendes egne oplevelser med at gennemgå fertilitetsbehandling.
I 2021 modtog Tine Høeg prisen Årets Danske Tale for sin nytårstale holdt i anledning af DR2 Nytårskoncert.

## Bidrag til antologier
- Diverse digte i tidsskriftet Hvedekorn (2011-2012)
- Jeg vælger uden filter (Høst & Søn, 2015)
- SKAM (Høst & Søn, 2017)
- AKT1 – Ny nordisk radiodramatik (Kronstork, 2017)
- Coronamonologerne (Teater Republique, 2020)

## Priser & Hæder
- BogForums Debutantpris 2017 [3]
- KGL Dansk på Det Kongelige Teater i efteråret 2017 med Nye rejsende [4]
- Årets danske debutant 2018 ved den europæiske debutantfestival i Kiel[5]
- Edvard P. prisen 2020[6]
- Årets Danske Tale 2021[7]